# Mimosa xochipalensis
Mimosa xochipalensis är en ärtväxtart som beskrevs av R.Grether. Mimosa xochipalensis ingår i släktet mimosor, och familjen ärtväxter. Inga underarter finns listade i Catalogue of Life.